# Cicadas (Sagalaherang)
Cicadas is een bestuurslaag in het regentschap Subang van de provincie West-Java, Indonesië. Cicadas telt 3344 inwoners (volkstelling 2010).